# Macradenia multiflora
Macradenia multiflora es una especie de orquídea epifita.  Es originaria de Sudamérica.

## Descripción
Es una orquídea de tamaño pequeño, con hábitos de epífitas y con pseudobulbos  estrechos oblongo-cónicos, comprimidos, que lleva dos hojas, erectas, membranosas, estrechamente liguladas-lanceoladas, agudas o acuminadas, largo atenuada. Florece en el verano en una laxa inflorescencia colgante de 20 cm  de largo con muchas flores fragantes.

## Distribución
Se encuentra en Brasil.

## Taxonomía
Macradenia multiflora fue descrita por (Kraenzl.) Cogn. y publicado en Flora Brasiliensis 3(6): 115. 1904.
Etimología
Macradenia: nombre genérico que es una referencia a los largos pecíolos que tienen estas plantas.
multiflora: epíteto latíno que significa "con muchas flores".
Sinonimia
- Trichopilia multiflora Kraenzl.	[4]